# Барюк, Анри
Анри́ Барю́к (родился 15 августа 1897 года в Сент-Аве, умер 14 июня 1999 года в Валь-де-Марне) — французский психиатр и нейробиолог еврейского происхождения. Завоевал широкую международную известность.
Анри Барюк был глубоко верующим иудеем, и придерживался гуманистических традиций и принципов «моральной терапии», заложенных во французской психиатрии Филиппом Пинелем и Жаном-Этьеном Домиником Эскиролем. Научные исследования Анри Барюка во многом вдохновлялись изучением Торы и Талмуда.

## Биография
Своё детство Анри Барюк провёл среди пациентов психиатрической больницы Луисвилла. В этой больнице отец Анри Барюка, Жак Барюк, служил суперинтендантом (говоря современным языком — главным врачом). Во время Первой мировой войны Анри Барюк был призван во французскую армию. За проявленные им во время военной службы отвагу, мужество и храбрость он был награждён Военным крестом.

## Научные взгляды
Анри Барюк резко критиковал теории и практики психоанализа. Причиной для неприятия им психоаналитических теорий была их умозрительность и непроверяемость в эксперименте, а также догматизм последователей Зигмунда Фрейда. Причиной же неприятия им практик психоанализа была директивность многих психоаналитиков, искренне полагавших, что они лучше пациента знают, что именно он или она испытывает, и что именно их интерпретация чувств, желаний, мыслей и побуждений пациента является единственно верной, а любое несогласие пациента объявлявших проявлением «болезненного невротического сопротивления» предлагаемой психоаналитической коррекции.